# Jarnsen

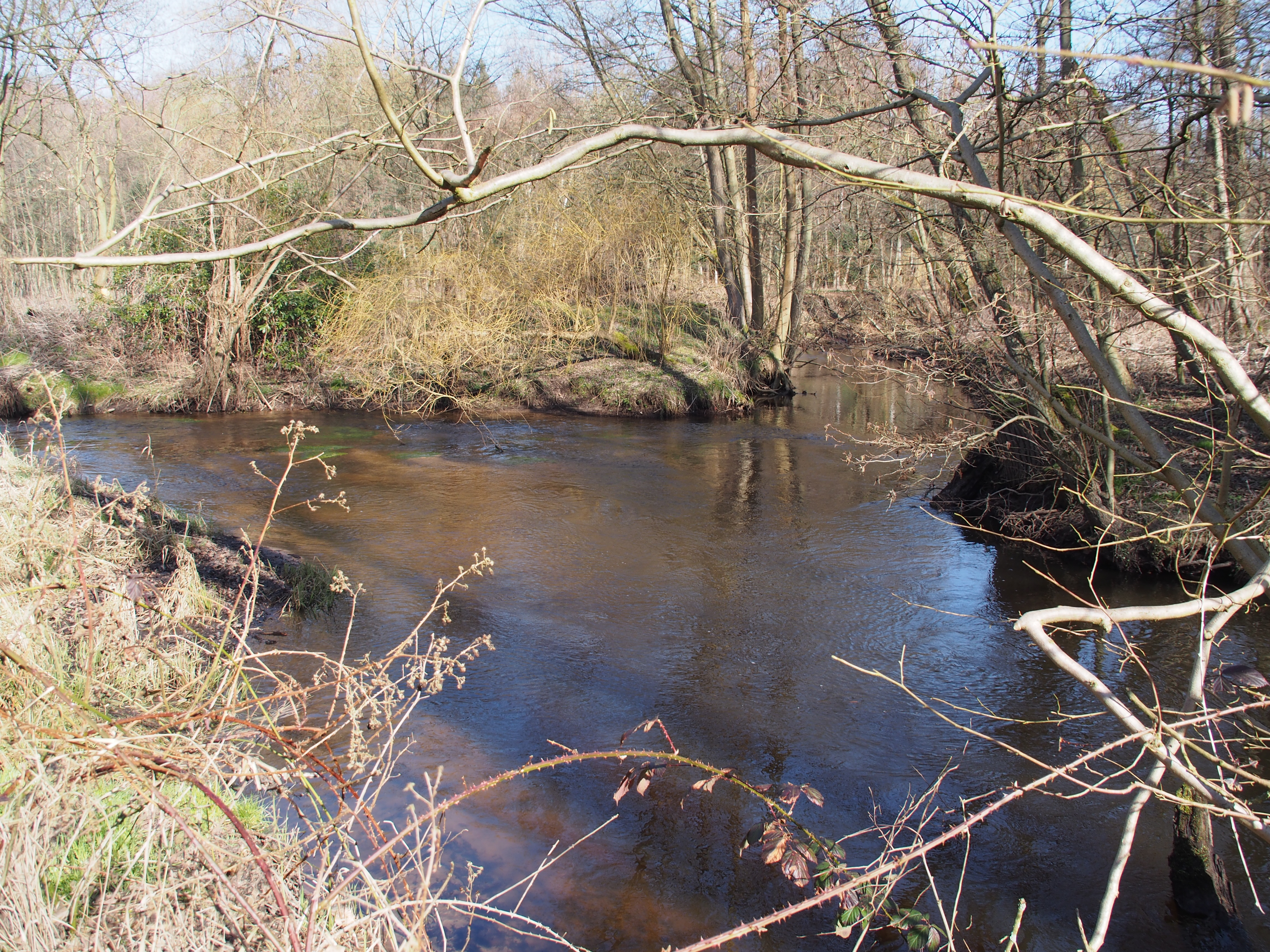
Zusammenfluss von Lachte (rechts) und Lutter, nördlich von Jarnsen

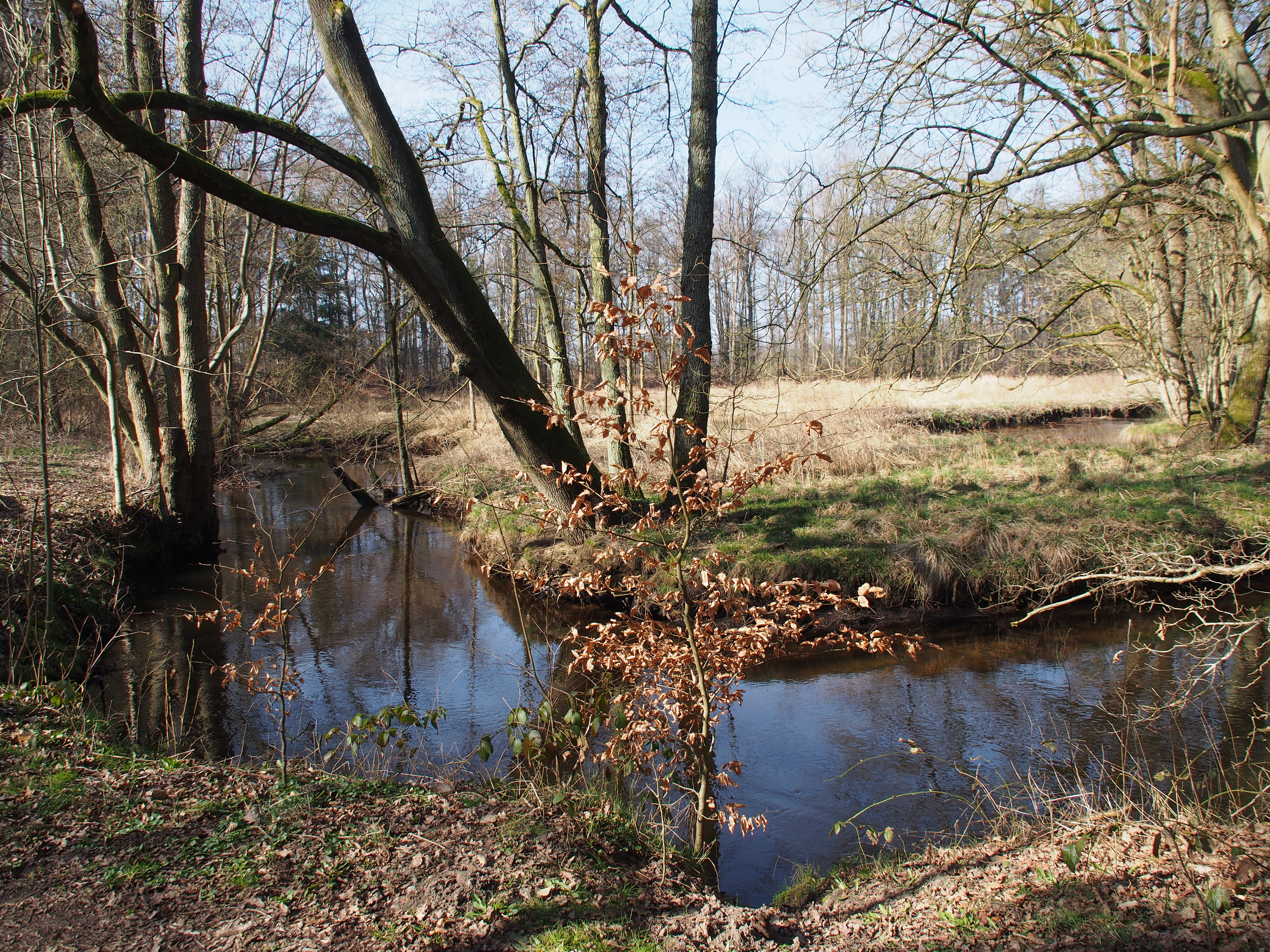
Die Lutter nördlich von Jarnsen (das sogenannte „Jarnser Himmelreich“)

Jarnsen ist ein Dorf in der Gemeinde Lachendorf, Landkreis Celle, Niedersachsen, das etwa 18 Kilometer östlich von Celle und vier Kilometer nordöstlich von Lachendorf liegt. Das Dorf hat 173 Einwohner.

## Geografie
Bei Jarnsen befindet sich die Lachte.
Jarnsen liegt durchschnittlich 54 m ü. NN.

## Geschichte
Um sich ihr Seelenheil zu sichern, schenkten Angehörige oberer gesellschaftlicher Schichten der Kirche reiche Güter. Kaiser Heinrich II. schenkte 1022 dem Kloster zu Hildesheim Höfe in Schepelse (Scheplice) und Wathlingen (Waditlagun). Reichen Güterbesitz erhielt Wienhausen; allein im Gau Gretinge besaß es in der Folge Höfe in Lachendorf (Lachtendorpe), Jarnsen (Gerendessen), Helmerkamp (Helmerkampe), Hohne (Hone), Höfer (Hovere), Metzingen (Metzinge), Hohnhorst (Honhorst), Garßen (Gershnede), Scharnhorst (Schernhorst), Gockenholz (Ghokenholte) und Ahnsbeck (Adensbeke). Es blieb aber nicht bei der Schenkung von Gütern; sondern die Kaiser übertrugen auch die Regierungsgewalt den Bischöfen.
In dem ältesten Zehnt-, Geld- und Fruchtregister des Klosters Wienhausen, gegen Ende des 13. Jahrhunderts verfasst und mit einem Nachtrag, „Bona salinaria de 1369“, versehen, werden unter 1) zum „pagus Grete“ gerechnet die Ortschaften Lachendorf, Jarnsen, Helmerkamp, Hohne, Höfer, Metzingen, Hohnhorst, Scharnhorst, Gockenholz und Ahnsbeck; sie befinden sich allesamt auf dem Gebiet der vormaligen Amtsvogtei Beedenbostel, in den Kirchspielen Beedenbostel, Eschede, Eldingen und Hohne.
Jarnsen gehörte früher neben den Pfarrdörfern Beedenbostel und Eldingen sowie den Dörfern Ahnsbeck, Alvern, Bargfeld, Bunkenburg, Gockenholz, Helmerkamp, Hohnhorst, Höfer, Lachendorf, Luttern, Mehlhof, Metzingen, Ohe und Wohlenrode zur Hausvogtei Beedenbostel (in der gleichnamigen Amtsvogtei).
Ein undatiertes Verzeichnis der Amtsvogtei Beedenbostel „der bei jeder Dorfschaft vorhandenen und noch anzuschaffenden ledernen Feuereimer, auch der solcherhalb zu verwendenden Kosten“ gibt Auskunft über 33 Ortschaften. Sie sind in alphabetischer Folge untereinander aufgeführt. In Jarnsen waren bei sieben Feuerstellen vier Feuereimer vorhanden und somit drei weitere anzuschaffen. Die Anschaffung sollte 1783 erfolgen. Lachendorf (25 Feuerstellen), an zwölfter Stelle aufgelistet, hatte auffällig wenig Feuereimer, nämlich sechs.
Heinrich Wilhelm Ludwig Schulze, geboren in Celle am 21. Mai 1822, besuchte ein dreiviertel Jahr das Nebeninstitut des Schullehrerseminars und erhielt 1842 seine erste Anstellung als Lehrer zu Jarnsen, Parochie Beedenbostel.
Im Mai 1896 mussten, wie in der Celleschen Zeitung berichtet wurde, die Einwohner Jarnsens den Brand einer 1 Morgen großen Heide- und Bültenfläche des Hofbesitzers T. am Wege Jarnsen-Hohnhorst bekämpfen und auf das betreffende Grundstück beschränken.
Auf eine neue Polizeiverordnung bezog sich eine obrigkeitliche Bekanntmachung vom 25. August 1906. Hier von Interesse: Jarnsen hatte unaufgefordert Feuerlöschhilfe zu erwarten von den Gemeinden Ahnsbeck, Beedenbostel, Hohnhorst, Lachendorf und Luttern, welche jeweils im Besitz einer Spritze waren, von Bunkenburg und Gockenholz als Gemeinden ohne Spritze, von Eldingen als Gemeinde mit und von Höfer als Gemeinde ohne Spritze nur auf erfolgte Aufforderung.
Jarnsen (1927 Kreis, Amtsgericht und Finanzamt Celle, Post Beedenbostel) hatte 1925 insgesamt 83, 1933 87 und 1939 80 Einwohner.
1935 bildeten Beedenbostel, Gockenholz, Höfer und Jarnsen den Löschverband Beedenbostel. Gockenholz war in dem Verband die einzige politische Gemeinde ohne Freiwillige Feuerwehr.
Am 1. Januar 1973 wurde Jarnsen in die Gemeinde Lachendorf eingegliedert.

## Vereinsleben
Die Freiwillige Feuerwehr Jarnsen-Luttern-Bunkenburg sorgt für den Brandschutz und die allgemeine Hilfe insbesondere im Bereich der Gemeindeteile Jarnsen, Luttern und Bunkenburg. Ortsbrandmeister ist Alexander Ehms.
Am 19. März 1974 fand im Heidehof Hasselmann in Ahnsbeck unter der Leitung von Klaus-Dieter Hanke und im Beisein des Kreisgeschäftsführers des Landvolkes, Hans-Wilhelm Schütze, die Gründungsversammlung der Landjugend Lachtetal und Umgebung statt, zu der über 50 junge Leute, überwiegend aus Ahnsbeck, Bunkenburg, Hohnhorst und Helmerkamp, zusammenkamen. Aber auch Vertreter anderer Landjugendgruppen, z. B. Steinhorst, Bergen, Groß Hehlen und Flotwedel, waren zu Gast. Zum Einzugsbereich gehörten die Gemeinden Ahnsbeck, Bargfeld, Beedenbostel, Bunkenburg, Eldingen, Gockenholz, Grebshorn, Heese, Hohne, Hohnhorst, Helmerkamp, Jarnsen, Lachendorf, Luttern, Metzingen und Wohlenrode.

## Wege und Straßen
- Bahnhofstraße
- Barnbruch
- Eichberg
- Im Lachtetal
- Otternweg
- Rischberg
- Tränkeweg
- Zum Ole Heeg